# اتو پولو

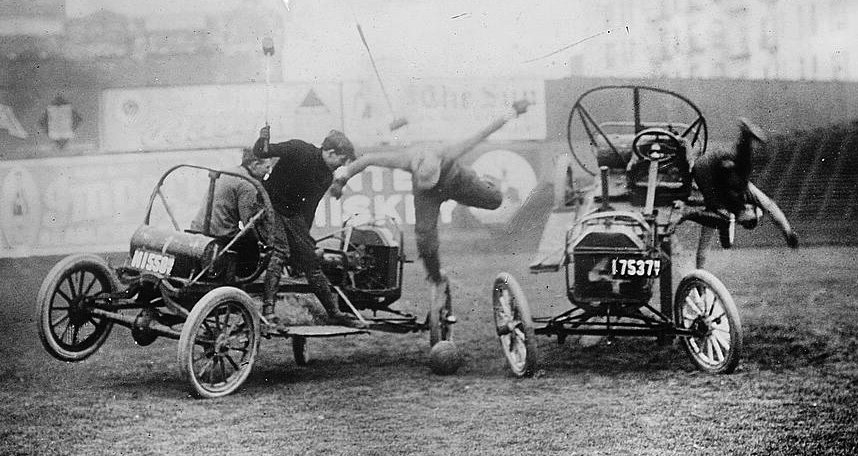
مسابقهٔ اتو پولو در دههٔ ۱۹۱۰ در هیل‌تاپ پارک نیویورک. بازیکنان اغلب در طول مسابقه از ماشین‌ها به بیرون پرتاب می‌شدند!

اتو پولو یا چوگان خودروها (به انگلیسی: Automobile polo) یک ورزش موتوری بود که در آمریکا با قوانین و تجهیزاتی شبیه به ورزش چوگان اختراع شد؛ ولی با این تفاوت که به جای اسب، از خودرو استفاده می‌شد. این ورزش از سال ۱۹۱۱ تا اواخر دههٔ ۱۹۲۰ در نمایشگاه‌ها و مجموعه‌های ورزشی در سراسر آمریکا و چندین منطقه در اروپا محبوب بود؛ با این حال، خطرناک بود و خطر آسیب و مرگ را برای شرکت‌کنندگان و تماشاگران و آسیب به وسایل نقلیه را به همراه داشت.

## خاستگاه
گفته می‌شود مخترع رسمی اتو پولو، رالف پاپی هانکینسون، فروشندهٔ خودروی فورد از شرکت توپیکا است که در سال ۱۹۱۱ این ورزش را به عنوان یک ترفند تبلیغاتی برای فروش فوردهای مدل تی ابداع کرد. اولین بازی اتو پولو در یک زمین یونجه در ویچیتا در ۲۰ ژوئیه ۱۹۱۲ با استفاده از چهار ماشین و هشت بازیکن (به نام‌های «شیاطین‌سرخ» و «ارواح خاکستری») انجام شد که ۵۰۰۰ نفر تماشاگر داشت. با این حال، پیش از هانکینسون، اتو پولو در سال ۱۹۰۲ توسط جاشوا کرین از باشگاه چوگان ددهام در بوستون پیشنهاد شده بود. اولین نمایشگاه بزرگ اتو پولو در شرق آمریکا در ۲۲ نوامبر۱۹۱۲ در استادیوم لیگ در واشینگتن برگزار شد. نمایشگاه دیگری روز بعد آن در هیل‌تاپ پارک نیویورک برپا شد. در دههٔ ۱۹۲۰، نیویورک و شیکاگو شهرهای اصلی برگزارکنندهٔ اتو پولو در آمریکا بودند که مسابقات اتو پولو، هر هفته در آنجا برگزار می‌شدند. در نیویورک، مسابقات در مدیسون اسکوئر گاردن و کنی آیلند برگزار می‌شد.
در سطح بین‌المللی، اتو پولو مورد توجه قرار گرفت. در سال ۱۹۱۲، نشریهٔ بریتانیایی دِ اتو (به انگلیسی: The Auto) این ورزش جدید را «بسیار تأثیرگذار» و یک «بازی دیوانه وار» توصیف کرد که نویسندگان آن امیدوار بودند در بریتانیا محبوب نشود. هانکینسون در دههٔ ۱۹۱۰ در مانیل با رویدادی حمایت شده توسط تکزاکو و استخدام تیم‌هایی در انگلستان، به ترویج اتو پولو پرداخت. اتو پولو بیشتر توسط تیم‌های اتو پولو که در تابستان سال ۱۹۱۳ برای ترویج این ورزش به اروپا سفر کردند از ویچیتا به اروپا گسترش یافت. در سال ۱۹۱۳ در تورنتو، اتو پولو اولین ورزش موتوری بود که در نمایشگاه ملی کانادا به نمایش گذاشته می‌شد؛ اما این ورزش در کانادا محبوب نشد.

## قوانین و تجهیزات
برخلاف ورزش چوگان که به زمین‌های بزرگ و باز نیاز دارد و می‌تواند تا ۸ اسب را در یک زمان در خود جای دهد، اتو پولو می‌تواند در زمین‌های کوچک‌تر و پوشیده در طول زمستان نیز بازی شود؛ همین باعث شد که محبوبیت آن در شمال آمریکا به شدت افزایش پیدا کند. این بازی معمولاً در زمین یا محوطهٔ باز انجام می‌شد که حداقل ۳۰۰ فوت (۹۱ متر) طول و ۱۲۰ فوت (۳۷ متر) عرض داشت و دروازه‌هایی با عرض ۱۵ فوت (۴٫۶ متر) داشت که در انتهای هر زمین قرار می‌گرفت. بازی در دو نیمه انجام می‌شد و هر تیم برای خود دو ماشین و چهار مرد در زمین بازی داشت.